# ابسدی
اَبسِدی (انگلیسی: Abcde) نامی زنانه در ایالات متحدهٔ آمریکا است. ۳۲۸ نوزاد دختر با این نام از سال ۱۹۹۰ تا ۲۰۱۴ ثبت شده‌اند. در سال ۲۰۱۷، ۳۷۳ زن با این نام ثبت شده‌است. این نام هیچ معنایی ندارد و از کنارهمگذاری ۵ حرف نخست الفبای انگلیسی تشکل شده‌است.
در نوامبر ۲۰۱۸ ظاهراً، مأمور گیت ساوت‌وست ایرلاینز در فرودگاه جان وین، سانتا آنا، کالیفرنیا دختر پنج‌ساله‌ای به نام ابسدی را مسخره کرد. که باعث پوشش خبری گستردهٔ این اتفاق و این نام شد که در نهایت به عذرخواهی عمومی فرودگاه و توبیخ شخصی آن کارمند شد.